# 米澤章子
米澤 章子（よねざわ たかこ）は、元青森放送 (RAB) のアナウンサー。同局が運営するRABアナウンスセミナーの講師も務めていた。青森県青森市出身。

## 担当番組

### テレビ
- RABニュースレーダー - サブキャスター
- ズームイン!!朝!（日本テレビ） - 中継キャスター
- RABゲストルーム[5] - 不定期出演
- 活彩あおもり[5] - 不定期出演
- 大好き、青森県。[6] - 不定期出演

### ラジオ
- あおもりTODAY
- 銀河鉄道 MUSIC STATION - 水曜パーソナリティ（1983年）
- サンデースポーツデスク[4]
- おはようホットスタジオ[4]
- ぴっといんサタデー[4]
- アニメファンクラブ[4]
- DAY OFF たかこれくしょん - パーソナリティ[7]
- あさ4時ほっとミュージック[8]
- 3時のRABほっとミュージック[9]
- 今日も元気だ!お達者ラジオ[5]
- あおもり長寿セミナー[5]
- RABニュースレーダー[5]
- あの日あの歌[6]
- RAB 月曜夜話[6]
- あいうえラジお（2016年1月3日 - ）